# Creu de terme de Calella
La Creu de terme de Calella és una creu de terme del municipi de Calella (Maresme) situada a l'encreuament del carrer del Torrent dels Frares i la carretera N-2, al límit amb el terme de Pineda de Mar.
És una creu de pedra contemporània, col·locada en el lloc on antigament n'hi havia hagut una. Està construïda sobre una base quadrangular, sobre el qual hi ha un fust octogonal amb un capitell neogòtic sobre el que hi ha una creu. A la base hi ha escrit: 'CREU DE TERME/ INAUGURADA PEL/ MOLT HBLE. PRESIDENT / DE LA GENERALITAT / SR. JORDI PUJOL I SOLEY/ CALELLA 10-VII-88/ ANY DCL ANIVERSARI'.
El 'Grup Pa, Vi i Moltó' va col·locar la creu del terme, a prop del Convent de les Dues Viles (Convent dels Caputxins i després dels Agustins), en commemoració dels 650 anys de l’atorgament de la carta de poblament de Calella (1338), per Bernat II de Cabrera. La creu es va col·locar el dia 10 de juliol de 1988.
El 2002 la creu va caure a terra i es va trencar per la col·lisió d'un automòbil, essent refeta posteriorment.